# Gimsøystraumen Bro
68°15′45″N 014°15′19″Ø / 68.26250°N 14.25528°Ø
Gimsøystraumen Bro (Gimsøybrua) er en Cantileverbro som krydser Gimsøystraumen mellem Austvågøy og Gimsøya i Nordland fylke i Norge. Broen er 839 meter lang og har et hovedspænd på 148 meter og gennemsejlingshøjde 30 meter. Broen har 9 spænd. Den blev åbnet i 1981 og er en del af europavej 10. Sammen med Sundklakkstraumen bro (åbnet 1976) erstattede den færgestrækningen mellem Lyngvær på Austvågøya, Smorten på Vestvågøy og Sundklakk på Gimsøya. Færgeforbindelsen blev sat i drift i 1955.